# Lisa Kretschmar
Lisa Kretschmar (* 19. Dezember 1918 in Eibenstock; † 14. Dezember 1988 in Mannheim) war eine deutsche Tänzerin und Choreografin.

## Leben
Lisa Kretschmar absolvierte ein Theatertanzstudium bei Günter Hess in Chemnitz, ferner erlernte sie das klassische Ballett im Studio Wacker Paris und Moderner Tanz in der Laban-Schule in Frankfurt am Main. Bereits 1934 tanzte sie am Central-Theater Chemnitz, dann von 1935 bis 1937 in Wuppertal und von 1937 bis 1939 in Hannover. Von 1939 bis 1943 trat sie zusammen mit Hess bei zahlreichen Duo-Abenden im In- und Ausland auf.
1946 begann sie eine Karriere als Solotänzerin im Fach „Ausdruckstanz“ und unternahm mehrere Tourneen. 1950 wurde sie von Hans von Kusserow in das neu geschaffene Ballettensemble am Deutschen Theater Göttingen aufgenommen. Danach wechselte sie als Ballettmeisterin an die Städtischen Bühnen Heidelberg. Von 1953 bis 1956 war sie Ballettvorstand am Nationaltheater Mannheim, wo sie 1954 in einer eigenen Choreografie als erste deutsche Nachkriegsaufführung die komplette Fassung von Schwanensee auf die Bühne brachte. Von 1956 bis 1959 war sie Choreografin bei Herbert Maisch, dem Leiter der Bühnen der Stadt Köln.
1963 gründete Lisa Kretschmar an der Staatlichen Musikhochschule Mannheim-Heidelberg die „Akademie des Tanzes“, an der sie bis 1980 als Professorin einen Lehrauftrag hatte und bis 1982 die Tanzabteilung leitete.

## Wirken
Als Tänzerin verkörperte sie Swanhilde in Coppélia, Braut in Der Kuss der Fee, Sphinx in Ödipus und die Sphinx, die Titelfigur in Dornröschen, Ballerine in Petruschka, Nachtigall in Die chinesische Nachtigall, Schwarz in Ballett der Farben, die Schwanenprinzessin in Schwanensee und Agathe in Les demoiselles de la nuit.
Als Choreografin schuf sie außer Schwanensee zahlreiche weitere Werke, darunter 1955 in Köln die deutsche Erstaufführung von Henri Sauguets Les demoiselles de la nuit, ferner Totentanz der Lebenden, Der rote Faden, Der eingebildete Kranke, Die chinesische Nachtigall, Ballett der Farben sowie Peter und der Wolf. 1961 choreografierte sie in Heidelberg die szenische Fassung eines Werkes von Hans Werner Henze: Das Vokaltuch der Kammersängerin Rosa Silber, eine Exercise mit Strawinsky über ein Bild von Paul Klee.